# Günther Müller (Literaturhistoriker)

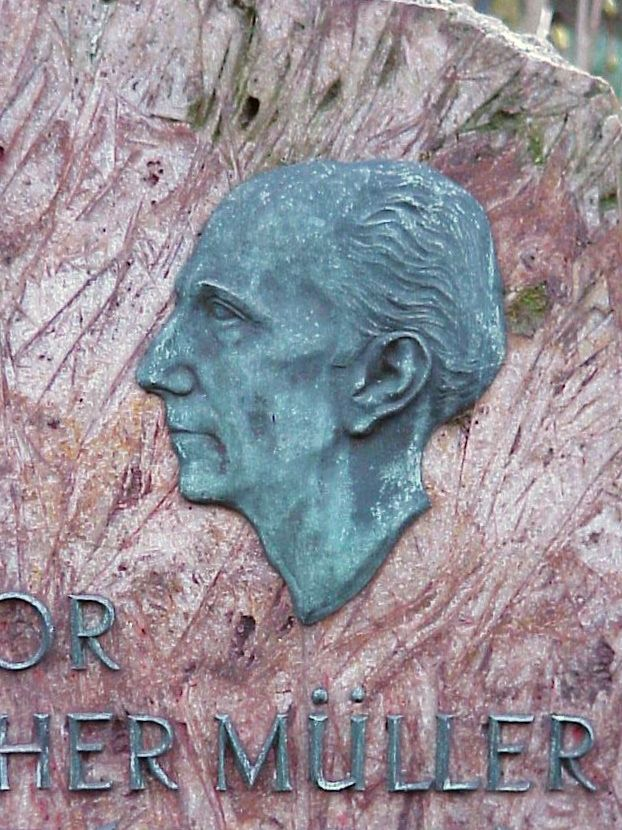
Reliefportrait auf dem Grabstein

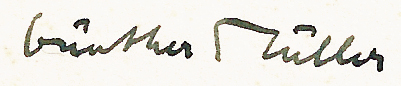
Günther Müller. Signatur 1934

Günther Müller (* 15. Dezember 1890 in Augsburg; † 9. Juli 1957 in Bonn) war ein deutscher Germanist.

## Leben
Günther Müller war der Sohn des Schriftstellers, Journalisten und Literaturkritikers Carl Müller-Rastatt (1861–1931). Er studierte Philologie und Philosophie in Würzburg, München, Leipzig und Göttingen, u. a. bei Edward Schröder und Edmund Husserl. Als Student veröffentlichte er expressionistische Gedichte in der Zeitschrift Der Sturm, u. a. unter dem Pseudonym „Günther Murr“. Auch in späteren Jahrzehnten wirkte er neben seiner Arbeit als Literaturwissenschaftler weiterhin als Lyriker. Während des Ersten Weltkrieges diente Günther Müller als Freiwilliger, sein jüngerer Brüder Gerhard Müller starb 1917 im Krieg.
Nach Kriegsende unterrichtete Müller als Gymnasiallehrer. 1921 wurde er an der Universität Göttingen mit einer Dissertation über „Brentanos Romanzen vom Rosenkranz, Magie und Mystik in romantischer und klassischer Prägung“ promoviert. Schon ein Jahr darauf folgte die Habilitation mit „Studien zum Formproblem des Minnesangs“.
1920 konvertierte Günther Müller zur katholischen Kirche. Von 1926 bis 1939 gab er das Literaturwissenschaftliche Jahrbuch der Görres-Gesellschaft heraus. Er galt als einer der prägenden Vertreter einer katholischen Literaturwissenschaft. Ihm selbst behagte die Zuschreibung „katholische Literaturwissenschaft“ weniger.
1925 erhielt er einen Lehrauftrag in Freiburg (Schweiz), 1930 ein planmäßiges Extraordinariat in Münster, wo er Deutsche Literaturgeschichte lehrte. Wegen seiner unverhohlen katholischen Einstellung geriet er bald nach der „Machtergreifung“ in Konflikt mit der NSDAP-Gauleitung Westfalen-Nord. Die Nationalsozialisten, die ihm seine „katholische Auffassung“ vorhielten, entzogen ihm zunächst die Prüfungsberechtigung, sodass er keine Studenten mehr betreuen konnte. Er widmete sich infolgedessen vor allem der Forschung. Er war einer der Herausgeber der in der Abteilung Neuere deutsche Literaturgeschichte von 1935 bis 1943 bei Junker und Dünnhaupt erschienenen Bände der Reihe Neue deutsche Forschungen. Unter dem Druck der Nationalsozialisten ließ er sich 1943 in den Ruhestand versetzen.
Von 1946 bis zur Emeritierung 1956 lehrte Günther Müller als Ordinarius in Bonn. Er prägte „Generationen von Studenten und Doktoranden“. Einer seiner Schüler war Eberhard Lämmert.
Intensiv befasste sich Müller mit Goethes Werk, zumal mit dessen naturwissenschaftlichen Schriften. Die von ihm propagierte „morphologische Poetik“, die stark von Goethes Morphologievorstellungen beeinflusst war und der Erforschung dichterischer „Bauformen“ galt, ist heute nur noch von forschungsgeschichtlichem Interesse. Wirkungsvoll geblieben ist hingegen seine Unterscheidung von erzählter Zeit und Erzählzeit, die in der Narratologie eine bedeutende Rolle spielt.

## Ehrungen
- Seit 1949 war Günther Müller Mitglied der Deutschen Akademie für Sprache und Dichtung in Darmstadt.
- Im selben Jahr verlieh ihm die University of Cambridge die Ehrendoktorwürde, die als Auszeichnung für einen Deutschen vier Jahre nach Kriegsende große Beachtung fand.

## Veröffentlichungen (Auswahl)
- Brentanos Romanzen vom Rosenkranz, Magie und Mystik in romantischer und klassischer Prägung (1922)
- Studien zum Formproblem des Minnesangs. In: Deutsche Vierteljahrsschrift für Literaturwissenschaft und Geistesgeschichte, Jg. 1 (1923), S. 61–103.
- Gradualismus. In: Deutsche Vierteljahrsschrift für Literaturwissenschaft und Geistesgeschichte. Band 2, 1924, S. 681–720.
- Geschichte des deutschen Liedes vom Zeitalter des Barock bis zur Gegenwart. München 1925 (2. Auflage 1961)
- Deutsche Dichtung von der Renaissance bis zum Ausgang des Barock (1927, Nachdruck 1957)
- Höfische Kultur (1929), zusammen mit Hans Naumann
- Das Zeitalter der Mystik (1930)
- Deutsches Dichten und Denken vom Mittelalter zur Neuzeit (1934)
- Geschichte der deutschen Seele. Vom Faustbuch zu Goethes Faust (1939)
- Schicksal und Saelde (1939)
- Die Gestaltfrage in der Literaturwissenschaft und Goethes Morphologie (1944)
- Die Bedeutung der Zeit in der Erzählkunst (1947)
- Kleine Goethebiographie (1947)
- Goethes Morphologie in ihrer Bedeutung für die Dichtungskunde (1951)
- als Hrsg. mit Richard Alewyn: Gestaltprobleme der Dichtung. Günther Müller zu seinem 65. Geburtstag am 15. Dezember 1955. Bonn 1957.
- Günther Müller. Morphologische Poetik. Gesammelte Aufsätze. Hrsg. von Elena Müller in Verbindung mit Helga Egner. Darmstadt 1968.